# 25.ª Calle Suroeste
La 25.ª Calle Suroeste o Vigésima quinta Calle Suroeste es una vía de orientación este-oeste ubicada en el cuadrante suroeste de la ciudad de Managua, Nicaragua. Conecta diversos barrios residenciales e institucionales de importancia como Villa Argentina, El Recreo y Batahola Sur.

## Trazado
La vía inicia en la 1.ª Avenida Suroeste en el sector de Villa Argentina, y avanza hacia el oeste, atravesando la Avenida Naciones Unidas en la zona de Plaza España. Continúa cruzando importantes arterias como la 15.ª Avenida Suroeste y 17.ª Avenida Suroeste dentro del Barrio El Recreo, hasta alcanzar su final en la 29.ª Avenida Suroeste, en el Barrio Batahola Sur.

## Historia y modernización
La 25.ª Calle Suroeste fue parte del crecimiento urbano de Managua a finales del siglo XX, cuando se expandieron los barrios El Recreo y Batahola Sur. Con la urbanización de Plaza España, pasó de ser una calle local a un corredor residual con relevancia institucional.
En los últimos tres años, la Alcaldía de Managua emprendió un plan de modernización vial por etapas. En febrero de 2024 se inauguró el III tramo, que incluyó construcción de andenes, drenaje, señalización y 33 lámparas LED, cubriendo 559 metros entre René Cisneros y Naciones Unidas, con una inversión de 98 millones de córdobas. Además, la obra forma parte de un corredor vial de 2.2 km con cuatro carriles, mejorando la fluidez vehicular y peatonal.

## Intersecciones principales
- Avenida Naciones Unidas (Managua) – Eje vial de conexión centro-oeste
- 15.ª Avenida Suroeste – Cruce en zona intermedia de El Recreo
- 17.ª Avenida Suroeste – Intersección residencial
- 29.ª Avenida Suroeste – Extremo final en Batahola Sur

## Barrios que atraviesa
- Villa Argentina
- El Recreo
- Batahola Sur

## Coordenadas
12°8′19″N 86°17′44″O / 12.13861, -86.29556